# Literatura en basquiro
Literatura en basquiro es la realizada en lengua basquira principalmente en Bashkortostán, en Rusia.
El primer testimonio literario es la épica de Kubaïr, difundida por los sessen, poetas e improvisadores. Durante los siglos XIV y XV, se compusieron numerosos bait en basquiro y se hicieron famosos saasaani (narradores) como Salavat Yuláyev, Gali Sokri, T. Yalsygul, S. Y Zaki y G. Salijov.
Durante el siglo XIX destacó Afzal Tagirov (1887-1938) y en el periodo revolucionario también fue importante Saijzada Babich (1895-1919), considerado uno de los fundadores de la literatura nacional basquira.
Durante el periodo soviético se desarrolló una literatura nacional, que tuvo como mayores exponentes a Sagit Agish (1905); Anver Biktchentayev (1913); Zainab Bijsheva (1900); Jadiya Davlechina (1905-1954), con sus obras Aibake (1935) y Irgiz (1957); Saliam Galimov (1911-1939); Rashit Nigmati (1909-1959); Saifi Kudaichev (1894-?); Akram Valeyev (1905-1963); Bajazit Bikbai (1909-1968); Imamutdin Nasyri (1898-1942); Saliaj Kulibai (1910) con Tau Yïri (Canción de montaña, 1965); Jabibula Ibragimov (1894-1959); Janif Karim (1900-1938) traductor al basquiro de Pushkin y Shevchenko; Bulat Ishemgulov (1900-1938); el poeta D. Yultyï (1893-1938); el dramaturgo S. Miftajov (1907-1942); Mustai Karim (1919); Ali Magovetovitch Karnai (1904-1943) con la novela Ishimbai (1935) sobre la colectivización; y Ajniaf Kireyev Kirei Mergen (1912) con Karaidel (1949) novela sobre los basquires y la Segunda Guerra Mundial.
- Datos: Q4263744
- Multimedia: Bashkir literature / Q4263744